# Otto Zoff
Pour les articles homonymes, voir Zoff.
 (juin 2025).
Œuvres principales

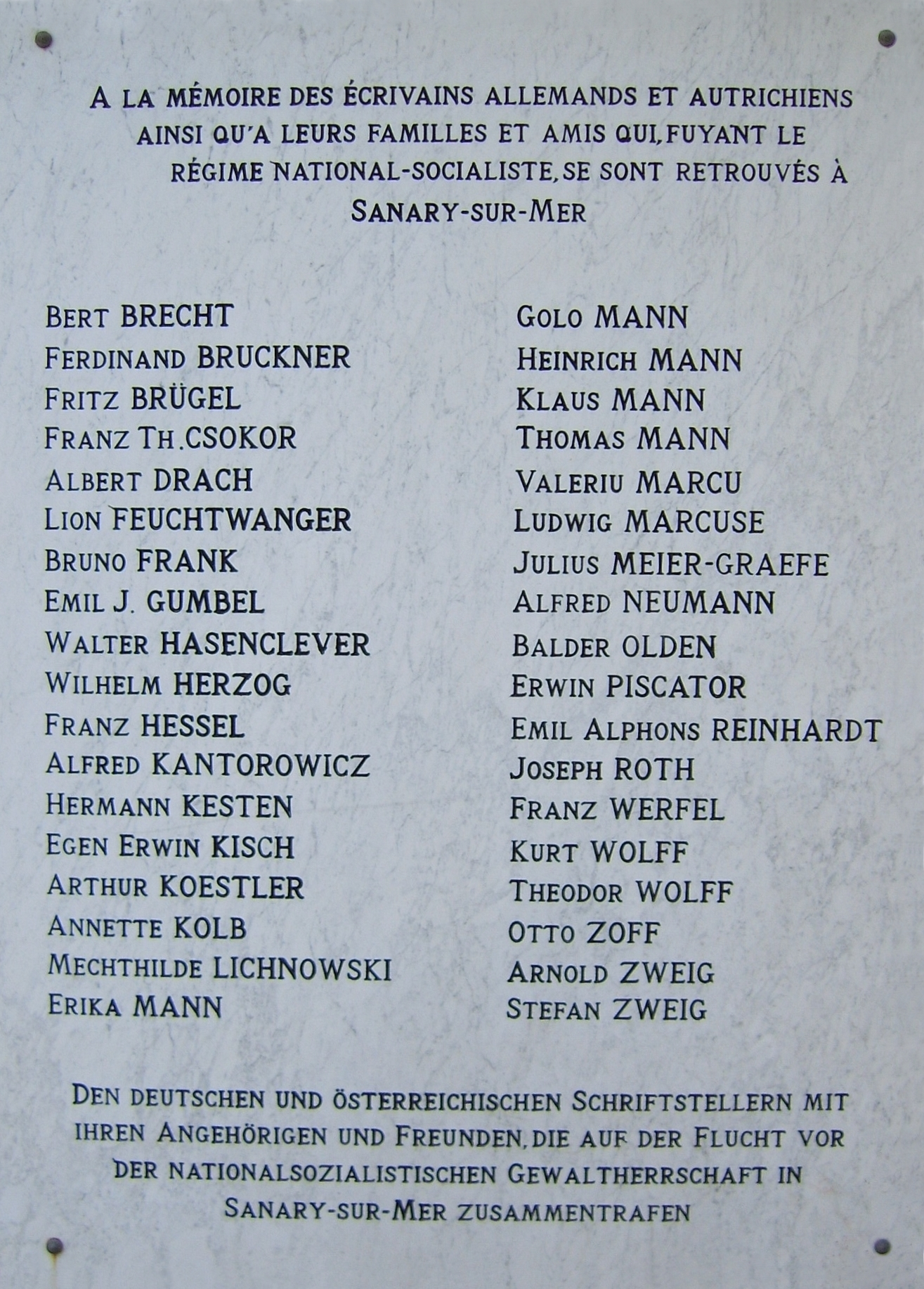
Plaque en mémoire des écrivains de langue allemande ayant fuit le nazisme à Sanary-sur-Mer.

Otto Zoff, né le 9 avril 1890 à Prague, dans l'Empire austro-hongrois et mort le 14 décembre 1963 à Munich en Allemagne de l'Ouest, est un écrivain de langue allemande.

## Biographie
Avec l'arrivée des Nazis au pouvoir, Otto Zoff s'exile en Italie, puis en 1935 en France. En 1941, il peut quitter la France pour les États-Unis. En 1961, il revient vivre en Allemagne, à Munich.

## Ouvrages
- 1913, Das Haus am Wege, roman, Francfort, Literarische Anstalt
- 1913, Alte deutsche Marien- und Weihnachtslieder Weimar, Kiepenheuer
- 1914, “... Ja, das Heieraten steht mir an ...”, Berlin, Morawe und Scheffelt
- 1914, Französische Liebesbriefe, Weimar, Kiepenheuer
- 1918, Kerker und Erlösung, Leipzig, Georg Müller
- 1918, Deutsche Mädchenlieder aus alter und neuer Zeit, Munich, Georg Müller
- 1919, Der Winterrock, roman, Munich, Georg Müller
- 1919, Der Schneesturm, théâtre, Munich, Georg Müller
- 1920, Gedichte, poésies, Zürich, E. P. Tal & Co.
- 1922, Das Leben des Peter Paul Rubens,  Munich, O. C. Recht
- 1930, Die weissen Handschuhe, théâtre, Berlin, Drei Masken Verlag
- 1936, Die Hugenotten, Vienne, E. P. Tal Verlag ; parution en néerlandais en 1938, en anglais à New York en 1942, en portugais à Rio de Janeiro en 1942, en espagnol à Buenos Aires en 1944
- 1944, Kindheit in einem tschechischen Dorf, dans « Stimmen aus Böhmen », Londres, Verlag der Einheit
- 1968, Tagebücher aus der Emigration (1939-1944), journal, Heidelberg, Schneider Verlag

## Sources
- (de) Wilhelm Sternfeld, Eva Tiedemann, 1970, Deutsche Exil-Litteratur 1933-1945 deuxième édition augmentée, Heidelberg, Verlag Lambert Schneider.